# Euepiproctophora
Euepiproctophora – takson owadów z rzędu ważek i podrzędu Epiprocta.

## Morfologia
Podobnie jak inne Epiprocta ważki te mają stosunkowo silnej budowy tułów i odwłok. Ich tułów cechuje się zanikiem grzbietowego odcinka szwu międzypleuralnego. Odnóża przednie w locie ustawione są prostopadle względem pozostałych par. W przeciwieństwie do ważek równoskrzydłych w trakcie kopulacji samica przytrzymuje odwłok samca odnóżami, nie zaś odwłokiem. Jako cechę pierwotnego planu budowy rozważa się także ubarwienie tułowia i odwłoka w żółte i ciemnobrązowe pasy. Większość autapomorfii tego kladu dotyczy jednak użyłkowania skrzydeł. W podstawowym planie budowy, przynajmniej w skrzydle tylnym widoczny jest wyraźny wzór z naprzemiennych przestrzeni szerokich: między pierwszą i drugą żyłką radialną tylną, drugą żyłką interradialną i żyłką radialną tylną 3/4, między żyłkami medialnymi przednią i tylną oraz między żyłką kubitalną przednią a krawędzią skrzydła, oraz przestrzeni wąskich: między drugą żyłką radialną tylną a drugą żyłką interradialną, między żyłką radialną tylną 3/4 a przednią żyłką medialną oraz między tylną żyłką medialną a żyłką kubitalną przednią. W grupie tej zaznacza się silna tendencja do zamykania się komórki dyskoidalnej przedniego skrzydła od strony nasadowej, choć u Heterophlebioptera bywa ona jeszcze otwarta. Komórka subdyskoidalna tylnego skrzydła przecięta jest przynajmniej przez jedną żyłkę poprzeczną, która w przypadku kladu Pananisoptera stanowi żyłkę pseudoanalną.
Cechy charakterystyczne larw obejmują krótki i rozszerzony ku tyłowi odwłok, położony w jego drugim segmencie przedżołądek, silnie skrócone epiprokty i paraprokty formujące z przysadkami odwłokowymi piramidkę analną oraz występowanie złożonych skrzeli rektalnych zamiast trzech skrzelotchawek. 

## Taksonomia
Takson ten wprowadzony został w 2003 roku przez Güntera Bechly’ego, jako obejmujący część wprowadzonego w 1996 roku przez tegoż autora taksonu Euryoptera. Systematyka Euepiproctophora do rangi rodziny z wyłączeniem podziału ważek różnoskrzydłych przedstawia się następująco:
- Epiophlebiidae
- Anisopteromorpha
  - †Erichschmidtiidae
  - †Heterophlebioptera
    - †Myopophlebiidae
    - †Heterophlebioidea
      - †Liassophlebiidae
      - †Heterophlebiidae

  - Trigonoptera
    - †Stenophlebioptera
      - †Gondvanogomphidae
      - †Stenophlebiidae

    - Pananisoptera
      - †Liassogomphidae
      - †Juragomphidae
      - Neoanisoptera
        - †Aeschnidiidae
        - ważki różnoskrzydłe